# Каракум (пустыня на юго-востоке Жетысуской области)
Караку́м (с каз. — «чёрный песок») — песчаная пустыня в юго-восточной части Жетысуской области Казахстана (существовавшей в 1944—1959, 1967—1997 годах как Талды-Курганская область, в 1959—1967, 1997—2022 годах — на востоке Алматинской области). Расположена в северной части Илийской долины, занимает полупустынное пространство между р. Усек на западе, Хоргос на востоке и Или на юге. Преобладающие высоты пустыни 350—400 м. выше уровня моря, встречаются повышения до 657 м. Сам песчаный массив имеет неправильную форму. Общая площадь песчаной пустыни достигает 800 кв. км. Пески в этом р-не появились в результате наносной деятельности селеопасных рек, веками разрушающих южный склон Джунгарского Алатау, а также ветров дующих в Илийской долине в разных направлениях. По окраинам песков расположены населённые пункты Ельтай, Улькен, Шыган и другие. Речная сеть в самой пустыне крайне бедна и носит временный характер. По её периметру текут постоянные реки, в северной части расположена сеть  оросительных каналов, питающихся стоком горных речек.